# 清水澄子 (さゝやき)
清水 澄子（しみず すみこ、1909年〈明治42年〉5月1日 - 1925年〈大正14年〉1月7日）は、日本の女学生。長野県上田高等女学校（現・長野県上田染谷丘高等学校）3年時に、15歳で鉄道自殺を遂げた。そののち、遺稿集『さゝやき』が刊行されてベストセラーとなったが、死を美化した危険な本として、女学校などでは読むことが禁止された。それでもなお隠れて読む者が後を絶たず、歌手の高輪芳子を含め、多くの自殺追随者を出したとされる。

## 生涯

### 生い立ち
1909年（明治42年）5月1日、長野県小県郡上田町大工町（現・上田市中央三丁目）にて、父・袈裟雄と、母・千代の長女として生まれる。両親は共に学校教師で、袈裟雄は長野県立上田中学校（現・長野県上田高等学校）教諭、千代は上田女子尋常高等小学校（現・上田市立清明小学校）訓導であった。地方都市としては、最高水準のインテリ家庭であった。また弟に、1911年（明治44年）生まれの龍郎がいた（家族については#家族も参照）。
千代は澄子の死後、「あゝ澄子や、思へば思ふ程、お前は生を此の世に享けた時から、既に既に淋しい悲しい運命でした。お前の生れた其の時はお父様は東京に御生活。私の側には誰も居ず。名をつけてくれる人も届けてくれる人もなく、真から祝福してくれる人もなく、ほんとにお母ちやんは悲しかつた。（中略）けれど今お前といふ私には最大のものを失つた、此の死なむばかりの悲みに比べては、あんな苦痛はまあどうして苦痛であつたでせう」と書き記している。

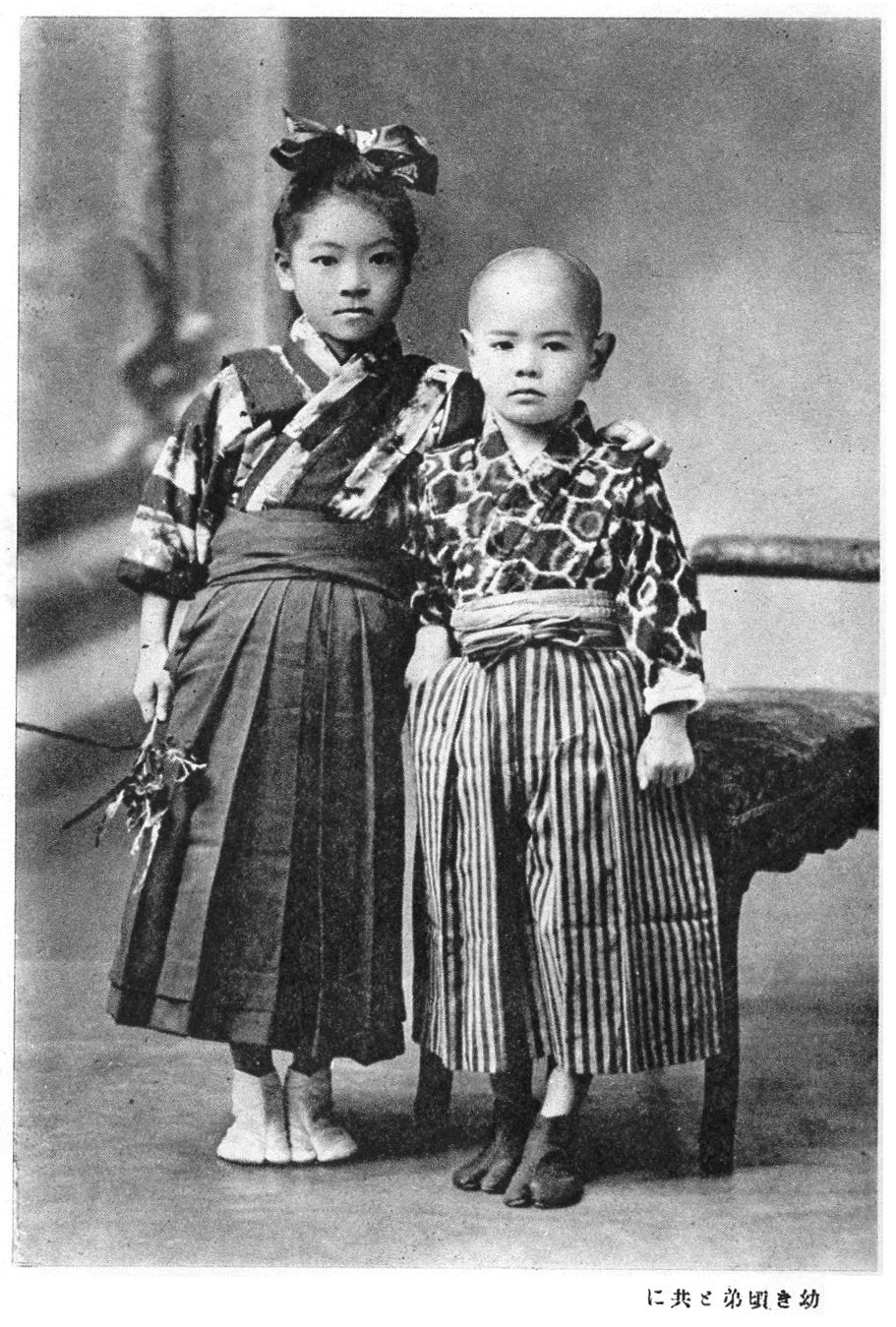
幼い頃、弟の龍郎と

小さいときから千代によれば、「年寄で歩るけないから可哀さうの、彼のややのお母さんはややを大人と一緒にお湯に長く入れてゐるから可哀さうの、何がか可哀さう彼が可哀さうと、よくそんなに可哀さうなことが眼につくと笑はれる程、他人のことは可哀さうがる」子供だった。一方で自分の悲しさ、苦しさなどは人に見せることを嫌い、7歳のときに叔母に預けられていたことがあったが、たまにようやく会いに行った母の帰り際には、便所へ閉じこもって涙を隠していたという。また転んで机の角で目を打ったときも、転ぶと同時に幕の中へ隠れ、痛みに出る涙を隠していた。
また、千代は自身が嫁入り後に苦労した経験や、自身が多忙で身体も弱いことから、様々な用事を澄子に言いつけていたが、澄子は忍耐強く仕事をこなし、子供が嫌がるような用事も、決して嫌と言うことはなかったという。
1916年（大正5年）4月、上田市立女子尋常小学校（現・上田市立清明小学校）に入学。この頃から読書を好み、尋常科の4、5年生の頃からは『赤い鳥』『少女の友』『少女世界』などを熱心に読んだ。また6年生になってからは同時に単行本も読み始めた。また、4年生の頃から短歌を作り、5年生からは小品も書き始めている。澄子によれば5年時に、土屋つた先生が初めて澄子に小説を書かせ、その題は『柿の花』で、母を亡くした少女が新たに嫁いできた継母を憎むが、教会で知り合った少女に感化されて改心する、という筋のものだった。
小学校時代は優等生で、特に唱歌は音量のある美声で教師らから評価された。尋常4年生のときには、音楽会の壇上で紫の被布姿で『笹の葉』を歌い、「第一等の出来」と教師らから褒められたという。
尋常4年生のときには、潜伏結核の診断を受けている。以降2年間、家では毎日2回の検温、10日ごとの体重測定を行い、様々な滋養物を取らせたほか、学校も3時間に限るよう要請して、体操や掃除を免除してもらった。このようにして医師の指示通りに養生した結果、6年時には丈夫な身体になり、直江津や烏帽子岳にも行くことができるようになった。

### 女学校時代

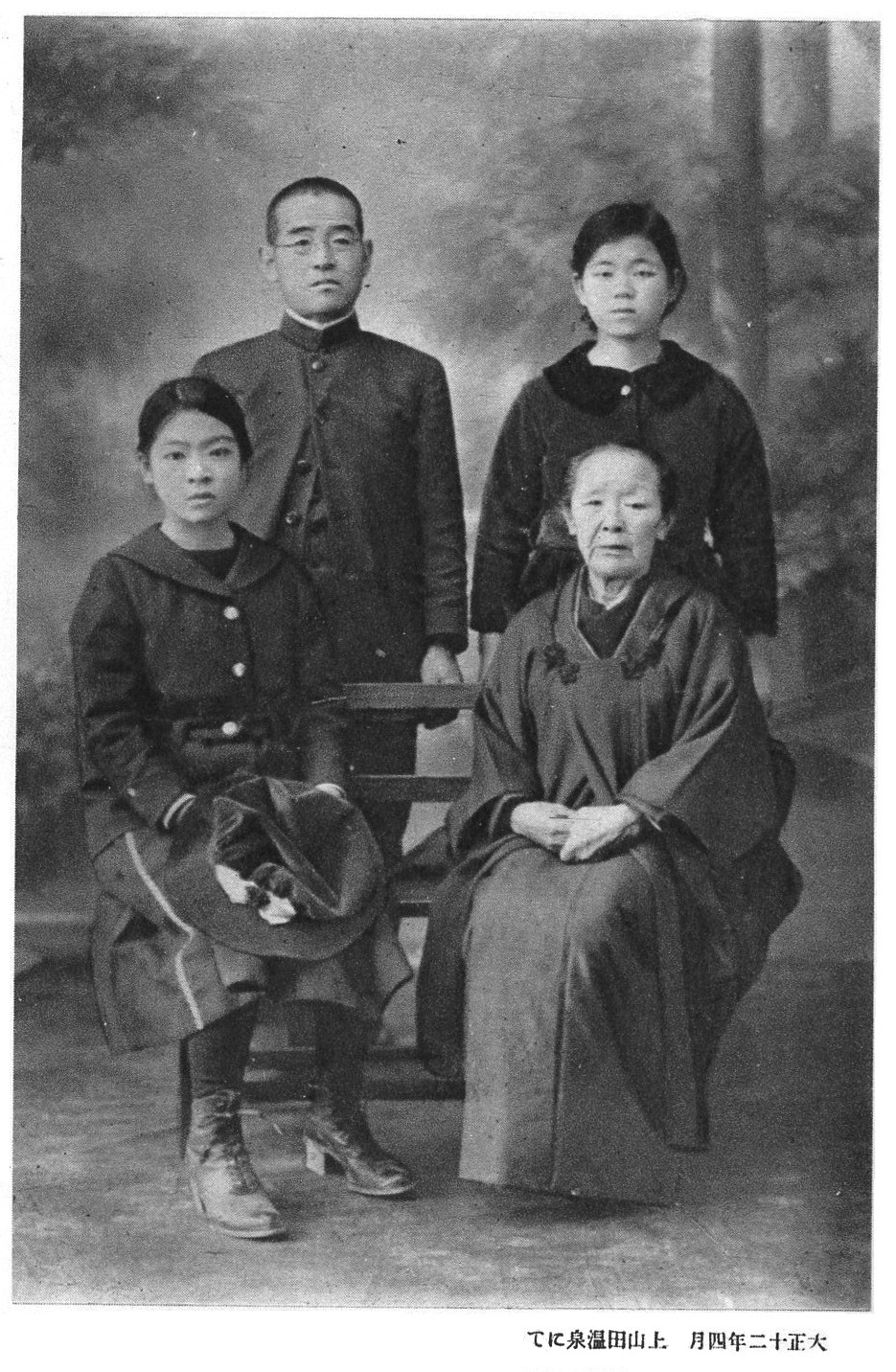
上山田温泉にて（1923年4月）

1921年（大正10年）に長野県上田高等女学校（現・長野県上田染谷丘高等学校）に入学。合格当時は非常な喜びを感じていた澄子だったが、1年のときには既に、小学校時代を懐かしんで泣くことがよくあった。母に澄子は、「小学校は自由でよかつたけれど女学校は窮屈でいやだ」と訴え、教師に「先生の机の上に在りました」と言えば、まだ小学時代のつもりかと叱責され、「お机つておつしやい」と言われるなどと訴え、母は途方に暮れたという。また余り勉強もしなかったために成績も中位となったが、両親はその程度の勉強でこの程度を取れるなら大丈夫として、特に試験には口出しをしなかった。
一方で入学以降は、母の購読していた『婦人公論』『主婦の友』、父の購読していた『ほととぎす』『東亜の光』などのほか、小説や詩も多く読むようになった。好んで読んだのは佐藤春夫、里見弴、宇野浩二、島崎藤村、北原白秋、徳冨蘆花などだった。両親は成績には口出しをしなかった一方、澄子が勉強をせずに雑誌を読んでいる際には、「下らない雑誌を読んではいけない」と注意することが度々あった。すると澄子は家では読まず、学校で友人に借りて読むなどするようになった。
女学校時代には、文章を書くことにも一層熱中するようになった。澄子が2年生のとき、その作品を偶然目にした母の千代は、その内容に感嘆し、「六冊ばかりあつた雑記帖を見たら、僅か数へ年十五のお前が、断片とか、随筆だとかいふ名の下に、それは人生を論じ、死を論じ、有島事件を批評し、恋愛を論じ、筆が自由に達者にまわつてゐて此の母も及ばない所があると思つた程でした」と記している。千代は袈裟雄に「エライものが書いてありますよ」と知らせたが、袈裟雄は「何に、雑誌のぬき書きだらう自分の思想ではあるまい」として、見ようともしなかったという。
女学校でも文学的な自己表現の場はあったとみられ、1922年（大正11年）12月22日の学芸会では、各クラスから一つずつ披露された出し物で、澄子は1年孝組の代表として「汝の母より」を朗読している。また、1924年（大正13年）3月の校友会雑誌の和歌の部は、「母うれし」という題の、澄子の作品14首を掲載しており、その数は他の生徒が一人当たり1-5首ほどである中、際立って多い。そのほか、同校生徒の作品集『松の操』にも「彼女の手帳より」という作品を発表していたとみられるが、これは散逸している。
一方、2年に進級した頃には、校風や教師に失望と不満を抱くようになり、「此の学校にもう三年もゐるといふことは全く苦痛だ」などと書き記すようになっている。その原因である出来事の一つとして、教師が無断で澄子の机の引き出しを開け、『女性改造』を発見して澄子を呼び出し、激しく叱責したということがあった。澄子は、同級生が自分の母親に渡すよう依頼されたものだと弁明したが信じてもらえず、「人の留守に黙つて生徒の机の中を見るなんてあんまりだ。家のお父さんでもお母さんでも、私の机の中や箱の中へは手を付けやしない。家ではかういふことは罪悪だと教へられる。家での罪悪は学校の先生が行はれた時は神聖になるのだ。人間の世の中には不思議なことがあるものだ。下らない学校」と、怒りや疑問を綴っている。
後述の「さゝやき」にも、教師への不満が随所に見られ、国語の授業について「この先生は感想なんかちつとも聞かないで語句の解釈きりです」と不満を述べたり、「まるつきり飛び離れた自由主義の生徒を訓練訓練と訓練ばかし言つてる頭の古い教師。生徒のアラ探しを喜んでるこれも頭は古いが、ちつとばかし英語を知つてる教師……」と断じたりしている。また、修身の時間に校長へ「先生は悪るい所をあげるのにいつも信州人は信州人はとおつしやいますが、信州人は他の県人よりかそんなにいけない人間なのですか」と質問したことも記している。
また、弟の龍郎によれば、澄子は2年の頃から「時々僕に死といふことを問ひかけ」るようになったという。澄子が死後の「永遠の世界」について口にするたび、龍郎は「永遠の世界なんていふものがあるものか。死ねば腐つてしまふばかりだ」と言って撥ねつけていた。
3年生の5月頃からは、短歌・詩・エッセイ・小品などを約2ヶ月ごとにまとめて綴じ、手製の小文集「さゝやき」を作るようになった。「さゝやき」は10月頃までに、未完のものを含めて4冊作製されている。澄子は友人たちも小説を書いている旨を随筆に記しており、友人同士で作品を見せ合っていた可能性もあるが、同人誌を発行するまでには至らなかった。
澄子は政治や社会に対しても幅広く関心を持ち、「さゝやき」で、それらに対する自分の意見を表明している。虎ノ門事件に対しては、「山本内閣を幻内閣とした不敬事件。ほんとに恐ろしいですね。日本もロシヤのやうになつたなと新聞で見た時私は思ひました。（中略）でも内閣を倒すなんて自分の命を失ふと思つてすれば造作ないことですねえ。悪るい例が開けたものです」「日本には近頃急に恐ろしい思想が流行してゐるぢやないですか。私には流行としか思へないのです。急激に西洋の激しい思想を日本に入れたため、あんな変挺な思想が続出するのぢやないでせうか」などと意見を述べている。他にも、「近頃の新聞を賑はした有島事件は、讃美すべきものでないと私は思ふ」「私はつく／″＼政治界の憲政と政友の喧嘩は面白いと思ふ。官報の附録に出て来る議会の問答など読んで実際面白くてならない」といった、社会問題に深い関心を示す記述がある。
また、自然科学への関心も見せており、「……星も地球も月も何もない世の中はどんなであつたらうなどと思つてみた。其の時は真暗闇で世界も宇宙も何から何までどろ／＼した土のやうなものであつたらうなどと思つた」「地球や太陽が滅亡すれば、自然人類の滅亡つてなるんでせう。無理に人類といふものを此の宇宙の中に置かなくたつて、滅亡するならするで私は良いと思ひます」などと記しているが、同時に「私は此頃余り地球だとか何とかいふものですから、お父さんに『変な方へ頭を突き込んぢやいけない』つて言ひます」と、袈裟雄に注意されたことも記している。千代に関しても、「お母さんに言はせればいつだつて私をほめたことなんかありやしない。だから私が『そんな事言つたつて何処がいけないの』と言へば、笑ひながら『皆が……すべてがいけない』と言ふ。私は私がどんなにいけない子だとしてもすべてが悪るくちや、生きてる甲斐がないと思ふ。私だつて良い所がある」と苛立ちを見せている。矢嶋（1995）はこうした記述について、「両親は教育者であり、自分の子供の学習の面倒をみるなど教育熱心ではあったが、親子のコミュニケーションは不足していたのではないだろうか」と推察している。
一方で3年生になってからは、「今年からは教科書を勉強して、しつかり今までのを取りかへす」と言い、よく教科書を読むようにもなった。しかし2年の頃よりも成績は下がり、澄子は母に「学校中が厳しく採られるので皆が下つた」などと言っている。そして、1924年（大正13年）の夏から秋にかけての時期には、小学校時代の文章や、女学校1年生から2年生夏にかけて書いた小品・感想・小説なども、殆どを焼き捨てている。これは、小説の内容が恋愛を扱ったものであるために父母からはよく思われていなかったこと、両親が澄子を女子大学の英文科に進学させるつもりで準備を始め、11月からは学校の宿題以外の文章を書かない決心をしたことなどが関わっているとみられている。そのため、「さゝやき」第四号のための作品も中途で放置され、日記も11月19日を最後に書かれなくなっている。常に好んで読んでいた新聞も全く手にしなくなり、専ら教科書のみを開いて勉強に専念するようになった。
しかし、暇さえあれば勉強に勤しんで第二学期の試験に臨んだにも拘わらず、12月24日の成績発表では、平均点は一学期よりも1点上がったのみであった。また同日には講堂での訓話で、一科目でも欠点のある者は落第とする旨を聞かされている。これを受けて澄子は、「私ほんとに落第するでせうか」と袈裟雄に尋ね、袈裟雄は他の点が落第などという点でないから大丈夫だとして、澄子の心配を否定している。千代も澄子が落第するなどとは思わず、「何をそんなことが」と思っていたが、澄子はその後も、4日間も繰り返して同じことを袈裟雄に尋ねた。また27日頃には再び成績のことを持ち出して、千代に「お母ちやん私人に顔向けが出来ないやうな気がする」と言い出し、慰められている。
千代はこのときの澄子の様子を、「いつも点など気に懸けぬお前にしては後に考へれば誠に変なことでした」と振り返っている。また袈裟雄はこのときの澄子の心情について、「……感受性の強き彼女は自己が幾何三十五点にして欠点なるにより、当然落第せしめらるべしと覚悟し、既に雑誌の耽読を廃し専心学修して尚斯くの如し。われは明かに劣等者なりと確信し、劣等者として生存するは苦痛なり、又生存するの価値なしとし終に自から決するに至りたるものの如し」と推察している。
また袈裟雄によれば、幾何の時間に教師が生徒たちに「こんな問題が出来ないなら首でも吊つて死んでしまへ」と言うことが2、3度あったといい、澄子は「お父さん首を吊るつてむづかしいことかい」と質問していたという。袈裟雄は澄子の死後、「教師の激励したること真偽素より知る所にあらずといへども、一般に女性に対し、殊に感受性の強き女性に対しては、われ等自から教育者として多大に考へしめらるゝ所なくんばあらず」と述べている。

### 自殺

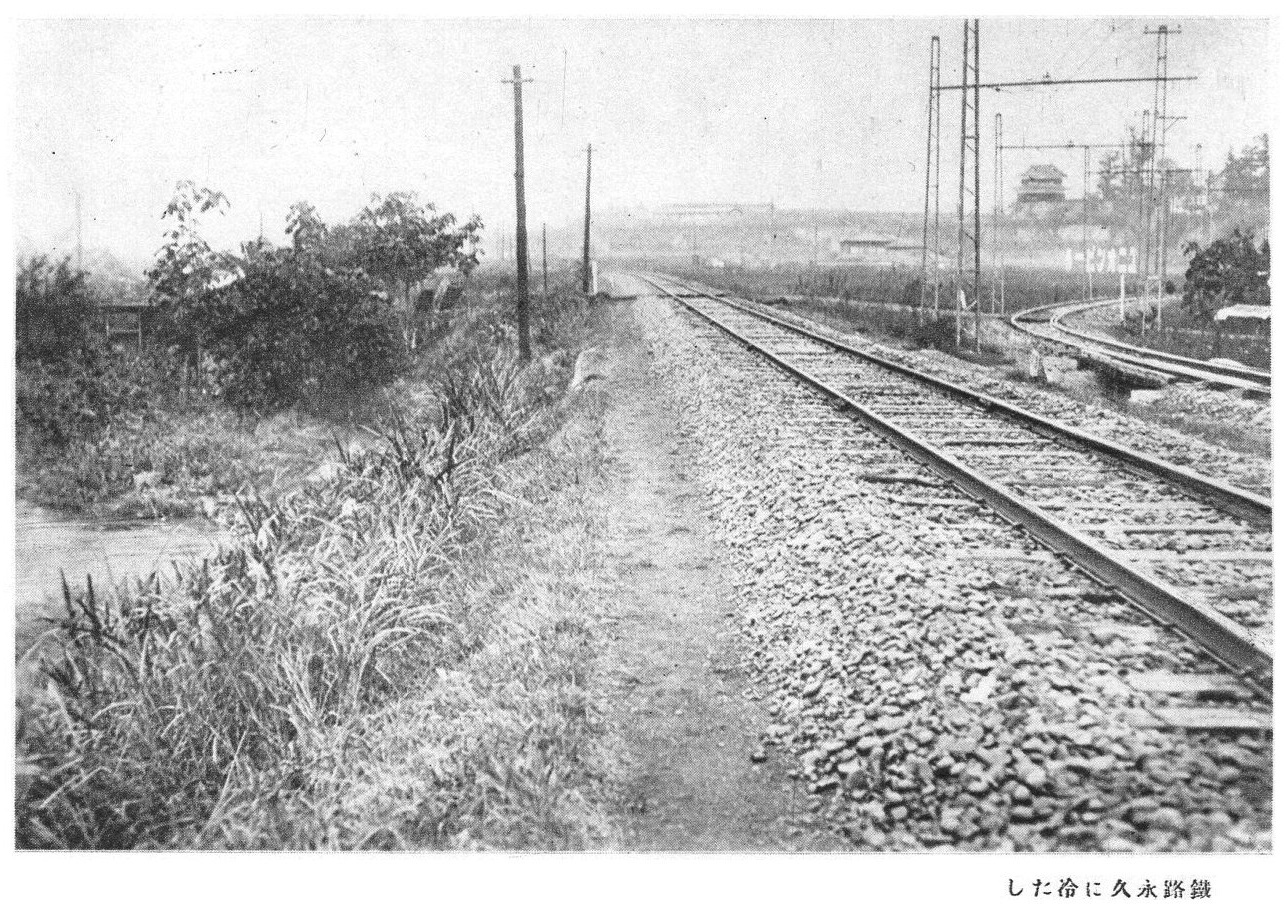
澄子が自殺した線路

1925年（大正14年）1月7日の午後7時頃、澄子は鉄道自殺を遂げた（15歳没）。場所は上田市の千曲川近く、信越線上田駅西方、松平神社（現・真田神社）南方の地点の鉄路で、身体は午後6時50分の上り列車に轢かれ、更に次の貨物列車にも轢かれ、現場には肉片や頭髪が散乱していたという。自殺時刻は午後7時5分ともされる。
千代によれば澄子は、元日の学校の式にも行かないと言っていたが、両親からそれは良くないとの説得を受けると、それ以上は拒否せずに晴れ着に着替えて出掛けている。翌2日の夜、千代は澄子が鼻をかむ音を聞きつけ、翌朝見ると眼が腫れていたことから、どうしたのかと問い掛けると、「私、昨夜は眠られなかつたから、自分を反省して見たら、何だか今の私は、余りみすぼらしい姿だと思つて泣きました」と答えた。しかし千代のほうでは、澄子が元日から月経であったことから、「月経の時は少しセンチメンタルになつて困るね」と答え、さして気には留めなかった。
そのやり取りを交してのち、澄子は、「学校へ作文を書いて行かなくては」として、1月3日のうちに「泪」「不可解」「アルファベット」の三つの作文を書き、翌4日には「冬の夜」という作文を書いている。これらの作品はいずれも『さゝやき』の「消ゆる前」に遺書と共に収録されており、このうち「不可解」は、人生や世の中は全て不可解であると繰り返し書いた文章、「泪」は自分の人生や自分の死のことを考えてとめどもなく涙を流したことを書いた文章、「冬の夜」は、読んでいた物語の末尾にあった聖書の一節を引用し、「事柄はちがうけれど、悲しみは同じなんだ。"私の心もいたく憂いて死ぬばかりだ"……心でひそかに思う」と記している文章である。また、「アルファベット」は自分の好きな人のタイプを12例挙げたもので、東（2002）は「……澄子が心にひそめていた理想を仮託したもので、「不可解」「泪」「冬の夜」に書いた、現実の人生の悲しみや疑いと対照的であり表裏をなすものといえよう」としている。「泪」には2日の夜に泣いていた理由が、以下のように書かれている。
澄子の作文に眼を通した千代は、「かういふセンチメンタルなものは学校へ出さない方が良い。お前は今は希望もなく、うつろの身だなどといふが、卒業すれば女子大学へも入学するのだし希望がないなどとはおかしいではないの」と感想を述べ、それに対して澄子は笑って応えた。
澄子が遺書を書いたのは、7日の午前中であったと考えられている。このとき、何かを書いている澄子に、龍郎が「見せろ見せろ」と言ったところ、澄子が「お父さん、龍ちやんは邪魔していけないよ」と訴えている。そして、袈裟雄に促されて炬燵へ移り、雑誌を読んでいる父と向かい合って執筆を続けた。午後1時、年始の挨拶から千代が帰宅すると、澄子は学校へ出す作文の清書を終えたところで、「さあお父様もお母ちやんもごらん」と作文を見せようとしたが、袈裟雄は「おれは貴様の書いたセンチメンタルなものは嫌ひだ」として見ようとせず、「澄子文章を書くなら人の思想を書くな、どんなに下手でも自分の思想を書くものだ」と言い聞かせている。すると澄子は珍しく、「私、お父さん今まで自分の思想でないものを書いたためしがありません」とやや怒った様子で答えた。
夕食の際は珍しく3杯も飯を食べ、その後母親と共に銭湯へ出掛けた。その行きがけに汽車の時刻表を眺めていたため、龍郎が「姉さん、そんなものなぜ見るのだ」と尋ねると、澄子は「うむちよつと」と答えて笑った。門口を出たとき、澄子は頭上の星を指さし、「お母ちやん、あんな綺麗な星が一つ輝いてゐる御覧」などと言ったが、風呂の行き帰りに星の話をするのはいつものことであったため、千代は気にすることなく「さうね」と答えている。
銭湯へ入ると、澄子はいつもよりは急いだ様子で黙って身体を洗い、千代よりも3分ほど早く上がっている。普段であれば着物を着て千代を待っているはずであったが、その日は姿が見えなかったことから、千代は急いで家へ帰ったが、家にも不在であった。すぐに袈裟雄や龍郎と共に捜索を始めたところ、知人の一人から「さつき澄子さん、弁天前で見た。とても急いでお辞儀もしないで行つた」との証言が得られている。更に捜索を続けた千代が踏切へ来たところ、轢死があったと噂話をしている者たちがおり、すぐに「これは澄子にちがひない」と確信したという。その後、線路沿いで出会った巡査に連れられて行き、死体を確認すると、澄子であることが確認された。また袈裟雄も行き違いに、千代よりも先に澄子の遺体を確認していた。
両親に宛てて残された遺書は、以下のようなものだった。

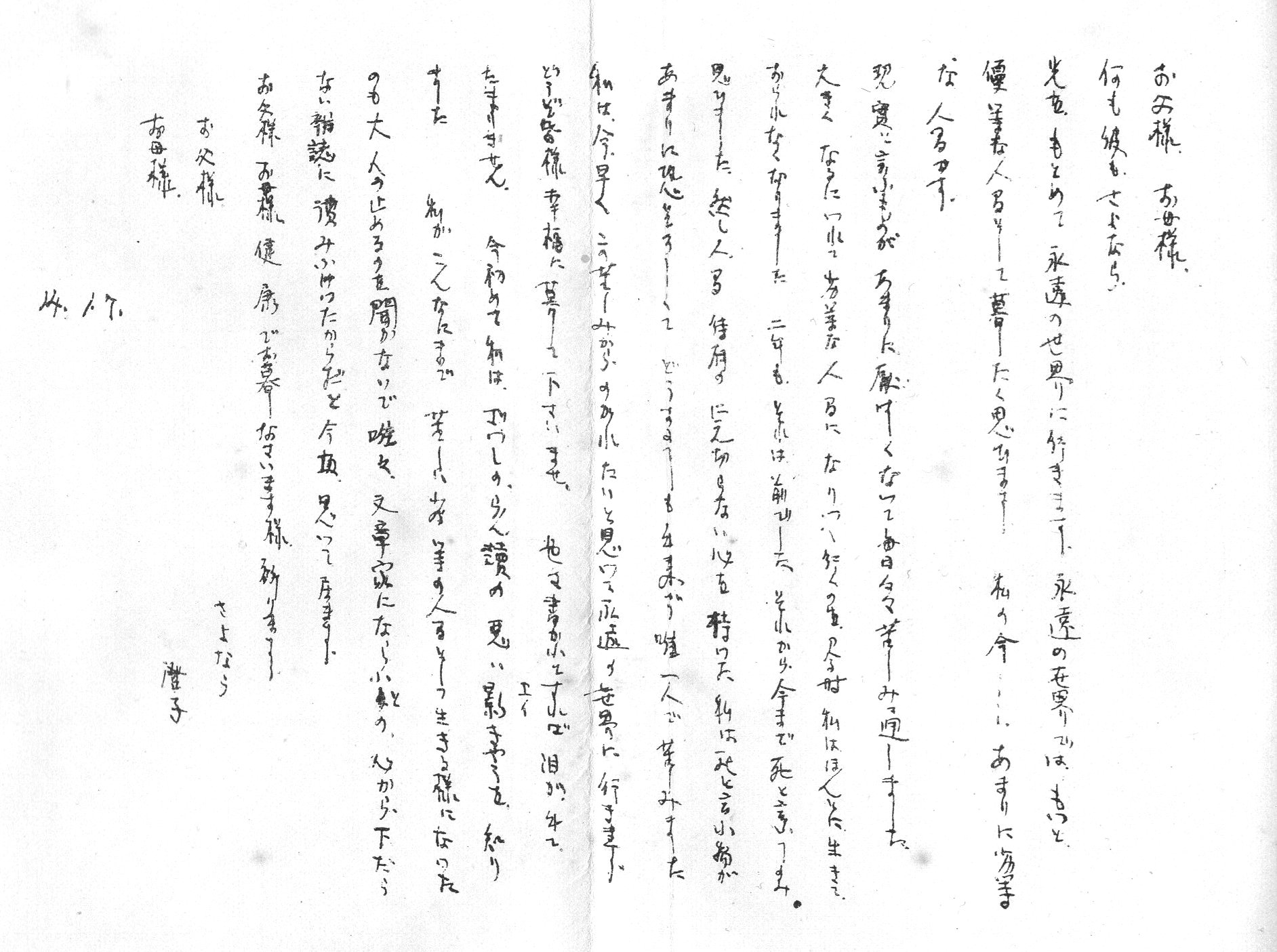
遺書の手蹟

このほか、『さゝやき』には、弟の龍郎に宛てた遺書も収載されている。その中で澄子は、「あゝ龍ちやん、姉さんは、どうしてこんな下だらない人間になつたのでせうね。姉さんは、ほんとに自己をふり反つた時、あまりにみすぼらしい自分の姿に声を立てゝ泣きたくなります。龍ちやん、あなたは、雑誌を濫読しないで、これより一層勉強して、皆に負けないで下さい。人間と生れて、人に負けた時ほど、見苦しいものはありませんよ。えらい者になれとは望まないけれど、人に負けないといふことを望みます。これが姉さんの最期の願です」と書き残している。
千代は澄子の死の直後について、「澄子や、お母ちやんは涙一滴出ませんでした。唯「どうして死んだのでせう／＼」と一夜言ひ明かしました」と記している。一方で袈裟雄のほうは「おれは随分可愛がつたがなあ。其の愛に酬いてくれるに是では余りひどい」と興奮し、医師を呼んで薬を処方されている。また、千代によれば龍郎は何も言わず涙も見せなかったが、「おれが姉さんのことを忘れる？　思ひどうしだ、つまらないや」「姉さんは馬鹿だなあ」「永遠の世界なんて人間の頭で作つた空想だと思ふがなあ」などと口にし、実に寂しそうな様子であったという。

## 死後
1925年（大正14年）1月8日、午前10時頃に検屍が終了し、遺体は家へ帰ることなく正午頃に火葬場へ送られ、午後7時頃、荼毘に付された。10日、上田市の大輪寺で葬儀が営まれ、4月5日、澄子は埴科郡東条村（現・長野市松代町東条）の浄福寺に葬られた。法名は「淨心院澄順至清大姉」。
澄子の自殺は、『信濃毎日新聞』の1月9日付の紙面に、顔写真を掲載して大きく報道され、翌10日には、遺書の全文と袈裟雄の談話が掲載された。このことにより澄子の自殺は、大きな波紋となって広がったとされる。更に13日に同紙は、「一少女の死に就て　教育的考察」と題した社説を掲載。「上田高等女学校に於ける、一少女の自殺は、吾等を驚かせたが、更らにその遺書によつて、彼女をして死を撰ばしめた心持ちを知り得て、吾等は考へさせられる」との書き出しで、以下のように述べた（一部抜粋）。
また、末尾では遺書にあった「雑誌濫読」にも言及し、「遺書中の「雑誌濫読」は、悩めるものゝ、満たされぬ心からの渇望であらう。よりよき撰択された副教科書を与へざる限り、徒らに禁止しても、禁止は能きぬ。教育界の一考を促がすべく付言する」と付け加えている。東（2002）は、「この社説の論座は、大正十四年という時代状況に照らして、まさに卓見であり、八十年近い歳月を経た現在の教育課題にあっても、傾聴すべき言説であると思う」と評価している。また、当時の信毎紙では主筆が社説や論説を執筆していたことから、筆者は風見章であろうと推測している。

## さゝやき

### 刊行の経緯
1925年（大正14年）4月、父の袈裟雄は自ら編纂した、澄子の遺稿集『清水澄子』を信濃毎日新聞社から刊行した。これは澄子の遺稿の約4分の1を選んで編まれた私家版で、限られた知人にのみ頒布されている。当時上田中学校に在学していた生島茂男によれば、遺稿集の刊行は、周囲から澄子の自殺について「気がおかしくなった」「月のもの」といった噂を立てられ、それを晴らすためということが理由としてあったという。同書はA6判（文庫判）で、表紙は澄子の好んだ紫色の地に、鈴蘭の白い花を描いている。全9章と附録で構成されており、内容は以下の通りである。
- 第一章「綴方」 - 小学校尋常4年生から女学校3年生までの、学校へ提出した作品から、残された20篇を収める。
- 第二章「雑録」 - 女学校1年から2年にかけて書かれたエッセイ・小品の内、焼棄されなかった7篇を収める。
- 第三章「和歌及び詩」 - 短歌208首、詩24編を収める。
- 第四章「さゝやき　一」 - 女学校3年生の1924年（大正13年）5月と6月に書いた小品4編から成る「さゝやき」第一号を収める。
- 第五章「さゝやき　二」 - 7月に書いた小品9編から成る「さゝやき」第二号を収める。
- 第六章「さゝやき　三」 - 8月と9月に書かれた原稿から、袈裟雄が9編を選んだもの。
- 第七章「さゝやき　四」 - 9月と10月頃に書かれたエッセイ・小品9編（いずれも無題）を、澄子の死後、袈裟雄が第四号としたもの。
- 第八章「想」 - 女学校1年生の1月から3年生の11月までの日記から、24日分を選んだもの。日記体で書かれたエッセイである。
- 第九章「消ゆる前」 - 自殺直前の1925年（大正14年）1月3日と4日に書かれた小品5編、自殺当日の7日午前に書かれた遺書を収める。
- 第十章「附録」 - 父の「澄子の思想を辿りて」、母の「亡き澄子に」、弟・龍郞の「姉」のほか、友人5人の追悼文、5人の追悼詩歌を収める。

同年10月、宝文館の雑誌『令女界』に、澄子の遺稿の数編が掲載された。これが契機となり、翌1926年（大正15年）2月、『清水澄子』は『さゝやき』と改題され、宝文館から改めて刊行されることとなった。生島の証言によれば、全国から袈裟雄のもとへ共鳴の手紙が寄せられ、宝文館に小諸出身の袈裟雄の教え子がいたことから原稿を持ち込んだところ、単行本化することになったという。装幀は同じA6判ながら、ハードカバーの函入りとなり、漆黒の絹表装で、銀箔と金箔で月と宵待草が描かれた。この装画は、加藤まさをによるものである。また、南部修太郎の序文、写真2枚が新たに追加されたほか、内容も『清水澄子』からは宝文館編集部によって大きな改編が施され、省略された文章も存在する。
東（2004）は、この改変は袈裟雄にとって違和感のあるものだったのではないかと推測し、その理由として『さゝやき』の「後がき」で、宝文館編集部の藤村耕一が「もつと／＼考へたいことが沢山ありますが、出版を急ぎますので御遺族方には御不満な点もありませうがこれでお許しを願ふことゝします」と記していることや、袈裟雄の孫である若麻績実豊が、袈裟雄は印税を一切要求しなかった旨を父の龍郎から聞いた、と述べていることを挙げている。

### 受容
『さゝやき』は発売後、1ヶ月で23刷を数え、3年後の1929年（昭和4年）には230刷を数えるベストセラーとなった。1937年（昭和12年）11月15日には300版を重ねている。
ベストセラーとなる一方、女学校では『さゝやき』は死を美化した危険な本とされ、学校でも家庭でも読むことが禁止された。それでも女学生や旧制中学生は密かに読み、大正末期から昭和にかけ、密かに読み継がれる本となった。この理由について東（2002）は、「「修身」教育に呪縛されていた女学生たちにとって、反修身的な『さゝやき』にこそ人間の生の声があり真実の表白が込められていたゆえ」としている。山下武も「……大正末から昭和初年にかけての数年間と再版の出た戦後まもない頃というものは、『さゝやき』を読み返しては、自殺に憧れる感傷的な乙女たちが跡を絶たなかったのである」としている。
山名正太郎は1933年（昭和8年）の著書『自殺に関する研究』で、「……上田市の女学生清水澄子の遺書は女学生をはじめ若い男女の間にセンセエシヨンを起し、この遺書を真似て自殺するものが多く、現に今日におよんでゐる」としている。また、この現象が起こった理由として、遺書が雑誌に掲載され単行本化されたことのほか、「お父様。お母様。何も彼もさよなら。光を求めて永遠の世界に行きます」と呼びかける書き出しが、若者の共感を得たためである、としている。また日下部桂も、当時『さゝやき』は中女学生の間で飛ぶように売れ、「そしてどうしたことか、この本を抱いて鉄道自殺する少年少女が続出した。そのために文学を危険視する風潮を若い人々の間に一層募らせたことも事実であった。私の知る限りでも、この本は終戦後又出版され、その頃でもこの本を懐にして自殺する少年があった」としている。矢内原伊作は、澄子が自殺した「……件の千曲川畔の宵待草の磧は、自殺者のメッカになった」としている。
『さゝやき』を読んだ少女たちが澄子と同じ場所で自殺する事件が続発したため、自殺現場には「一寸待て……」と死をいさめる立札が立てられたほか、1932年（昭和7年）には妙光寺住職の玄理によって身代わり地蔵が建立され、「早まるな身代わり地蔵ここにあり」と記された。
1932年（昭和7年）に作家の中村進治郎と共に心中を図り、死亡した歌手の高輪芳子は、昭和高等女学校（現・昭和女子大学附属昭和中学校・高等学校）入学時より文学書を濫読していたが、中でも石川啄木の詩集、ゲーテの『若きウェルテルの悩み』、そして『さゝやき』を愛読していたとされる。山下（1996）は、「わけても、『さゝやき』は彼女の自殺願望に決定的な影響を与えた書として特筆すべきだ」「宿命的な痼疾、父の死、大火傷、複雑な家庭事情に悩む彼女にとって、自分と同年の十七歳で鉄道自殺した少女詩人の遺稿集との出会いは、あたかも天の啓示のごとく思えたのである」としている。
1947年（昭和22年）に自殺し、遺稿集『花ちりぬ』が刊行された京都府立京都第二高等女学校（現・京都府立朱雀高等学校）の中澤節子も、澄子の自殺追随者とする文献も存在する。節子は生前に『さゝやき』を読み、「……あらゆるものを深く観察し、人間に対する鋭い批判が面白いので一気に読んでしまつたが、或る方面の知識（哲学的な）と大きい教訓を得た。そしてその書、一少女の遺稿なるその本は、特によく修養をした人以外には非常に有害なものである事を感じた」と書き記していた。また、その理由として「……頭から物事を、つまらないと観、暗く寂しい考へ方をしてゐた事。それよりも自殺（特に、さういふ自殺）はどんなにか大きい、或る意味では他人を殺すのと同じ位の罪悪ではなからうか。キリストも罪悪と説いたし、また如何なる教へにも特別の場合の他の自殺はよい事としてゐない。不忠なり、不孝なり…だ」と述べている。
戦時中には『さゝやき』は純文学作品などとともに、非国民的な異端の書として葬られた。戦後になると、四つの出版社から相次いで復刊されている。まず1948年（昭和23年）から1949年（昭和24年）にかけて裾花書院から3回、1957年（昭和32年）に甲陽書房から、1958年（昭和33年）に青春出版社から刊行された。このうち、甲陽書房版は題名は『さゝやき』であるものの、宝文書版は「改編、省略などにより原文を損う部分もあつたので参考に資するに止めた」として、原書の『清水澄子』を忠実に復刻したものとされていたが、東栄蔵は校合によって、これも忠実な復刻ではないことを明らかにしている。結局のところ、各社の『さゝやき』はいずれも各社独自の編集が施されており、一つとして同じものはないこととなる。
裾花書院は、1948年（昭和23年）に宝文館版の一部を省略した『さゝやき』を並製の文庫版で刊行した後、遺族の龍郎に要請して、私家版にも宝文館版にも未収録であった澄子の遺稿の提供を受け、それらを採択・編集した『さゝやき 第二巻』を1949年（昭和24年）2月に刊行した。しかしこの書籍の収録作品の水準は低く、読者の反応は乏しかったとされる。そのためか、同年5月には1948年（昭和23年）に刊行した『さゝやき』を新字新仮名に改め、一部の漢字を平仮名にするなどの改変を行った新書版の『さゝやき 決定版』を刊行している。この決定版は1952年（昭和27年）にも、ハードカバーの文庫版で再刊された。
また、1966年（昭和41年）には『若きいのちの日々』の題で冬日書房から刊行されたほか、1999年（平成11年）に郷土出版社から刊行された『長野県稀覯本集成』にも収録された。そして、2000年代に入って澄子の再評価の動きが起きると、再度復刊され、私家版『清水澄子』の復刻もなされている（後述）。

### 批評・分析
東栄蔵は、「大正末期の女学生清水澄子の人生観がみずからの感性と言葉でみずみずしく表白されている」とし、過剰な情報に流され偏差値に縛られた現代の中学生よりも、澄んで深い眼を持っていると思う、としている。また、遺書の文言だけで澄子の自殺の誘因を導き出そうとするのは、表層的な見方であるとし、「消ゆる前」の5編の作品と『さゝやき』全体を通して考えるべきであるとしている。
東は『さゝやき』中、女学校の女性教諭が土方との恋愛から学校を辞めた事件について、澄子が周囲の噂に流されることなく、「でも土方を恋人にして家庭を作るために学校をよすなんて徹底した遣り方で、良いといってる人もありました。そしてね此の先生の悪いこときりが新聞にのせてあります」と日記に書いていることや、死の問題について尋ねようとした教師が蟻を面白半分に殺しているのを見て憎悪の念が湧き起こったこと、自分の予想が現実により裏切られていく悲しみ、「永遠」についての思索、皆と調子を合わせようと努力しても自分だけ調子が狂っているように感じる嘆き、などを抜粋している。その上で自身の考えとして、澄子の女学生時代は、大正デモクラシーの流れの中で生まれた人道主義・自由主義の教育は既に弾圧され、国家のために献身することを讃える状況が急速に強まっており、澄子の純粋で批判的な表白が、女学生らしくないと非難されたことが、その原因ではないかとしている。そして、「澄子の自裁は、純粋に生きようとして死を深く問いつめたゆえであった。死の意味を問うことが生きることの意味を問うことであった。そして問いつめるなかで生と死の相克が生じ、自死はその相克のなかでのきびしい選択であったといえよう」としている。
山下武も東同様、「……作家を志して早くから文学書を読み耽り、学校の成績が低下して担当教師から叱責されたのが自殺の直接の原因とされるが、原因はそんな単純なものではなく、生来の厭世的傾向から自殺を決行したというのが真相と思われる」とし、「事実、その遺稿集には多感な青春時代を送った文学少女らしく死を讃美した感傷的な詩文が多く収録されている」と述べている。
『上田近代史』は、『さゝやき』に見られるのは「多感な少女の稚いけれど鋭い筆致でえぐり出された大正プチブルの意識である」とし、「山本内閣を幻内閣とした不敬事件。ほんとに恐ろしいですね。日本もロシアのようになったなと思いました」「小学校の先生はそうじゃないけれど、中学校以上の先生はみなお金の小使だ」「私たちには恋愛よりも、もっともっと大切なことがあるような気がする」などの記述を抜粋し、「荒涼たる内面生活のはてに死の世界にひきつけられていったのである」としている。
遺稿集『葦折れぬ』で知られる千野敏子は、生前に『さゝやき』を読んで、「あの女学生にはたしかに天才的なひらめきはあるが、然し深遠ではない。そしてやつぱりあれは大正時代だ。それからあれだけの理由で別に自殺するには及ばないと思つた。あんなやうな自殺が流行したから、自殺とは軽はずみな行為だと人々は思ふやうになつたのだ」と評している。
長崎謙二郎は戦後に刊行された裾花書院版の序文で、当時『さゝやき』が女学生に喚起したセンセーションを記憶しているとし、多くの女学校で読むことが禁止されたにも拘わらず、クラス中を一冊の本が回し読みされてぼろぼろになるほど、争い読まれたと述べている。そしてこの書籍が禁止され、それでも密かに争い読まれた理由として、「それはこの本が、自由と真実を求めて生きようとした、若葉のような十七歳の情熱の、偽りなき告白であり魂の記録だつたからである。当時の学校教育が最も忌み嫌つた自由と真実がこの本の生命であり、しかもそれを求めた著者が、十七歳の生命を自ら絶つほかに解決がつかなかつたというのであつてみれば、学校当局がその波及をおそれて禁止したのも、けだし当然であつたというべきであろう」と述べている。そして、現代であれば澄子の才能は痛めつけられるよりも育てられたであろうとし、「その意味に於ては、この少女の不幸は、多分に時代環境の生んだ悲劇だつたといいうる」としている。その一方、「だが、時代環境の生んだ悲劇的要素を取去つても、なおこの書にこもる真実は人人の胸を打ち、今日に於ても多くの読者の共感を呼ぶであろう。なぜなら、真実に生きようとする魂の苦悶は、いかなる時代、いかなる環境をも超えて人間共通の真実にアツピールする永遠の訴えを持つからである」とも述べている。
北畠八穂は、同じく戦後に刊行された裾花書院版（決定版）の序文で、澄子が雑誌の濫読を止められていたことに言及し「何故、澄子氏をせめて、自然の伸びるままにまかせなかつたろう」「若い、しかも澄子氏の様に、もとめるものあつて、旺盛な読書力のある目が、もし、魅了しつくす書をみつけたら、なんで、下らないものをらん読しようか、らん読するほど、澄子氏は、すぐれたものを探して、かなしいつらい順礼をつづけたのだ」と惜しんでいる。また、『さゝやき』の収録作品については、作品ごとに「ひどいむらがある」とし、「自由の火を燃しかけた見とれる聞きほれるものと、鼻もちのならない、いわゆる文学少女くさい感傷におぼれたものと、入りまじつている。こういう作者に、魂からそのままの作品を成させるには、まだまだ命がいりようだつたのだ」「「ささやき」では、まだ観念の流れに押されて、キユウクツにものを考えている。観念の巣から、飛び立つ翼の生えるまで、生きさせたかつた。そこまで生きたら、自分から死んでいかれなくなつただろう」と述べている。

### 書誌情報
- 清水澄子著、清水袈裟雄編『清水澄子』（清水袈裟雄、1925年4月20日）
- 清水澄子著、清水袈裟雄編『さゝやき』（宝文館、1926年2月10日）
- 清水澄子『さゝやき』〈甲陽文庫〉（甲陽書房、1957年3月15日） - 解説：佐古純一郎
- 清水澄子『さゝやき』（裾花書院、1948年6月10日） - 序文：長崎謙二郎
- 清水澄子『さゝやき 第二巻』（裾花書院、1949年1月1日）
- 清水澄子『さゝやき 決定版』（裾花書院、1952年8月10日） - 序文：北畠八穂
- 清水澄子『ささやき 自殺した少女の手記』（青春出版社、1958年2月1日）- 解説：村上信彦
- 清水澄子『若きいのちの日々 ささやき』（冬日書房、1964年10月20日） - 序文：北畠八穂
- 清水澄子『さゝやき』〈べんせいライブラリー 青春文芸セレクション〉（勉誠出版、2002年11月1日）- 解説：志村有弘
- 清水澄子著、清水袈裟雄編『復刻版『清水澄子』』（信濃毎日新聞社、2004年1月7日）- 解説：東栄蔵

## その後

### 家族の消息

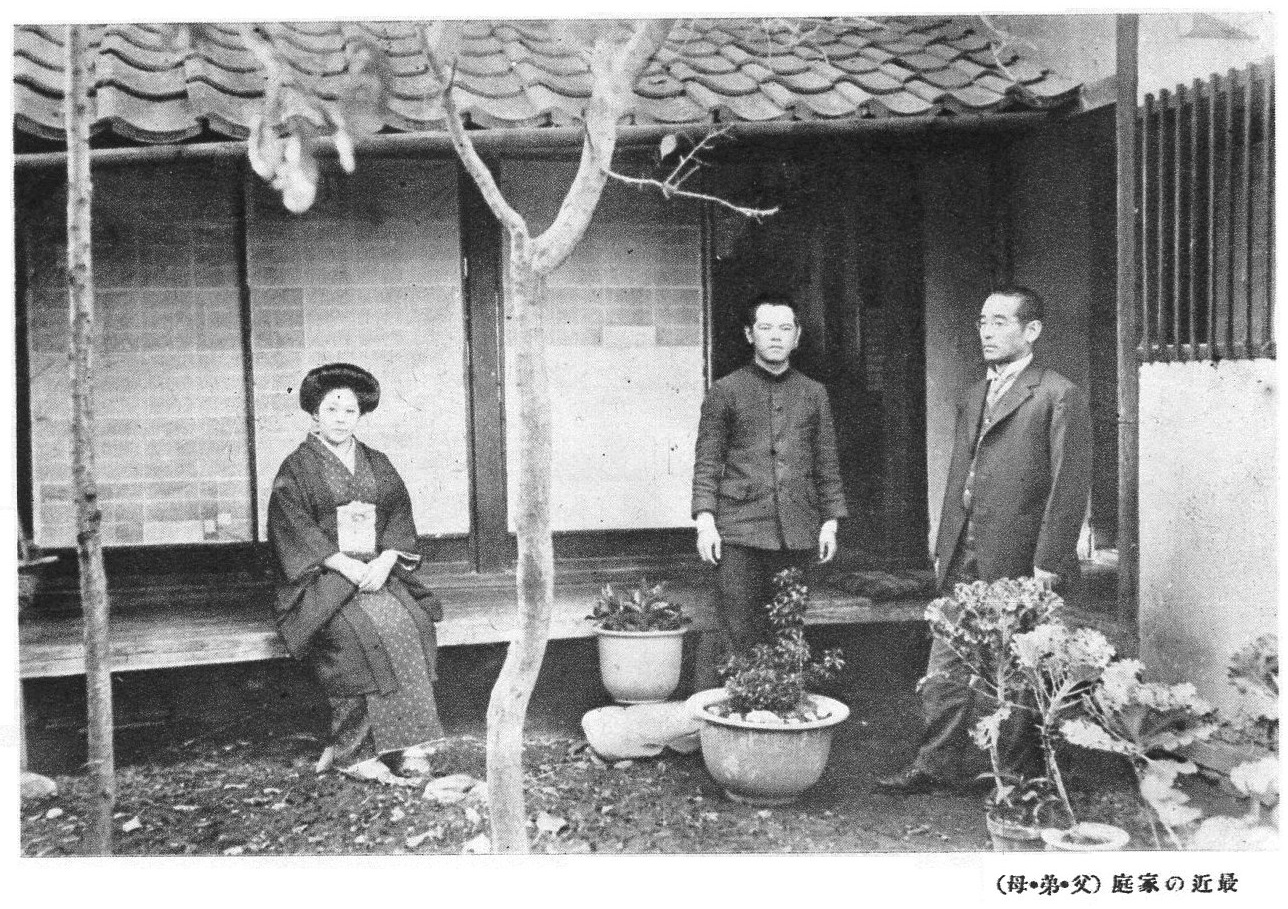
澄子亡きあとの清水家

父・袈裟雄は、澄子の死後も教職を続け、1932年（昭和7年）12月12日に病死した（享年61歳）。法名は「愛澄院剛正不撓居士」であり、志村（2002）は、住職夫妻からこの法名は本人の希望によるものであると聞いた旨と共に、「澄」の字は澄子の名から採ったのであろうとし、「それは、死んでもなお澄子への愛を注ぎ続けようとしたことを示しており、娘を死なせてしまった悲痛な思いは、当然のことながら、ついに癒されることはなかったのである」としている。
母・千代も、同様に訓導の職務を続けた。1937年（昭和12年）12月に馬場町で結成された女子青年団の修養会では『平家物語』の講義を行い、同年に同じく馬場町で結成された国防婦人会では、会長に選任されている。また、戦後に婦人会が結成された際には、『源氏物語』の講義を行った。その後、1948年（昭和23年）8月9日に死去（享年65歳）。法名は「温良院貞室恵淳大姉」。晩年には脳出血で倒れて左半身不随となり、寝たきりの生活を送った。隣人だった饗場礼子も、晩年は自宅で病床に伏していたとしている。
弟・龍郎は、1944年（昭和19年）に戦争から帰還して教員となり、結婚している。戦後の1953年（昭和28年）には、愛知県名古屋市の東海高等学校へ赴任することとなり、妻の六花（ゆき）と幼い息子を連れて移住。1975年（昭和50年）に教員を退職してのちも名古屋に住み続け、1993年（平成5年）11月26日に死去した（享年83歳）。法名は「芳教院龍岳幽音居士」。龍郎の二男・若麻績実豊（わかおみじっぽう）によれば、澄子の遺品は、名古屋で火災に遭ったことにより、全て焼失したという。
2002年（平成14年）時点で、浄福寺の墓所には、澄子の墓の横に両親と弟の眠る墓も建てられている。墓には、1945年（昭和20年）12月12日に死去した龍郎の子（明潤童子）の名も記されており、志村（2002）は、浄福寺の過去帳に明潤童子は大工町で死去した旨が記録されているため、龍郎は父の死後もこの時点までは、母や妻と共に大工町に住み続けていたことが窺われる、としている。
澄子の生家は、1991年（平成3年）2月の時点では残存していたが、その後、都市計画に伴い取り壊された。後述の通り2003年（平成15年）2月10日には、その跡地に記念碑が建てられており、その土地は「うえだ敬老園」の隣である。うえだ敬老園の敷地も、澄子の生家跡地であるとされる。

### 再評価の動き
1997年（平成9年）3月2日、『信濃毎日新聞』に作家の山下武による、澄子に関する寄稿が掲載された。ここで山下は、『さゝやき』を再読して改めて澄子の可能性を再認識し、長野が生んだ「天才詩人」である彼女を今も記憶している郷土の人々がいるかどうか知りたく思う、と述べている。この記事を読んだ作曲家の藤城稔は、高校時代に『さゝやき』を読んで感動したことを思い出し、「上田に長く生活する一人として何かに形で応えなければならない」と感じたという。そして「清水澄子が上田に生きていた証」を音楽で表現することを思いついたとしている。
2002年（平成14年）7月17日、東京オペラシティリサイタルホールにて「語りと音楽の世界」が催され、千代が『さゝやき』に寄せた「亡き澄子に」を基にした同名の作品（曲：藤城稔、語り：豊田眞梨子、ヴァイオリン：安東純子、ギター：田峯男）が初演された。この録音はのちに、『語りと音楽の世界』（国際芸術連盟制作）としてCD化されている。
藤城はその後、没後80周年の追悼演奏会のための発起人会を発足させ、東栄蔵・山下武・志村有弘などの協力者を集めて計画を進めた。この活動はやがて、澄子に関する広範な活動を行う、「ささやき」プロジェクトへと発展していき、この過程で龍郎の妻（六花）とその息子の若麻績実豊、清水明の消息が判明している。そして2002年（平成14年）10月には、『さゝやき』が『ささやき』の題で勉誠出版より復刊された。
2003年（平成15年）2月10日には、「ささやき」プロジェクトの一環として、生家の跡地に若麻績実豊と清水明により、澄子の記念碑が建てられた。場所は「うえだ敬老園」の横で、記念碑には澄子の短歌「寂しさに庭下駄はきて唯一人コスモスの木のそばに立つかな」のほか、澄子が好んだ鈴蘭やコスモスの柄が刻まれた。
同年4月19日には、「ささやき」清水澄子を語る会が、「ささやき」プロジェクト主催・上田市教育委員会後援にて開催され、澄子の女学校時代の人なども集まった。この会では、記念碑の除幕式、志村の講演「天才文学少女・清水澄子を現代に問う」、下田民子が澄子の作品などを踏まえて作成した作品のライブ「君影草に寄せて」、清水澄子親子を知る人によるフリートーキングなどが行われた。また、12月には『さゝやき』の原本である『清水澄子』が信濃毎日新聞社より復刻された。
12月20日には、テレビ信州による上田市PR番組『文脈～清水澄子の心～』（15:00 - 15:55）も放送された。この番組では俳人の黛まどかが番組ナビゲーターとして、澄子の関係者やゆかりの地を訪ねている。
こうした活動の中、藤城は「なぜ今、清水澄子か」との質問をよく受けるとして、「……事件としての興味・関心が薄れあるいは冷静に対応できる現在、澄子の純粋な生き方・考え方をその著作「ささやき」からストレートに読み取れる時代になったのではないでしょうか。（中略）澄子にとって心の不安を文章に書く時、あるいは歌う時平穏でした。人生の不思議、悩み不安をたまたま備わっていた文才によって発散し、心を静める日常は彼女の生きている証でした。その証の結晶である遺稿集「ささやき」を多くの視点から検証することが今必要であり、求められています」とし、「低俗な文化の氾濫する昨今、純粋という言葉をストレートに表現することは誤解を生みかねない世の中になっています。青春の真っ只中、人間とは、生きるとは、私とは何かそんな疑問を常に持ち真実を追求する心構えが欲しいものです。そんな時清水澄子の、真実に対して死を賭し意思を曲げない強さ・頑固さは若い人達への強いメッセージになるのではないでしょうか」と述べている。
2004年（平成16年）頃の時点では、続く活動として、資料収集と展示、舞台作品（演劇・音楽劇）、没後80周年の追悼演奏会、追悼忌（仮称・コスモス忌）の創設などがプロジェクト内で提案されていた。また2006年（平成18年）には栗原治人が、『さゝやき』にまつわる自身の戦時中の思い出を基にした長編小説『ささやき』を、京浜文学会出版部より刊行している。

## 人物
父の袈裟雄は澄子の性格について、以下のように述べている。
母の千代によれば、「さらりさつぱり」とした気象で、塞ぎ込んだり甘えたりといったことは全くなかった。そして物事に執着がなく、大金をなくしたときでも涼しい顔でいるほどだったという。また、「全く女のやるやうなことは何も粗雑で下手」で、裁縫・手工・図画は特に苦手としていた。
弟の龍郎とは、よく喧嘩をしてはいたものの仲は良く、「あゝ吾が愛する弟よ、私はいつまでもおまへの身をはなれないよ。どこの国へ行つても、心はおまへの所についてゐるよ」と、深い愛情を示す記述が暑中日記にある。

## 家族
父・清水袈裟雄
1869年（明治2年）または1870年（明治3年）生 - 1932年（昭和7年）12月12日没
長野県埴科郡東条村（現・長野市松代町東条）出身。履歴書には士族と記しているが、実際には農民であったとみられる。1900年（明治33年）に屋代尋常小学校（現・千曲市立屋代小学校）の准教員となり、1901年（明治34年）から1905年（明治38年）までは神科尋常小学校（現・上田市立神科小学校）の准教員を務めた。1907年（明治40年）に鷲見千代と結婚。1916年（大正5年）に上田男子尋常高等小学校（現・上田市立清明小学校）の代用教員となり、1918年（大正7年）に長野県立上田中学校（現・長野県上田高等学校）に赴任した。担当は国語・歴史・法制経済で、寄宿舎の舎監も務めた。
上田中における生徒の評判は非常に良く、気さくな性格で、授業中に生徒にせがまれて社会問題の話をすることもあり、校長への批判もよくしていたという。小学校教員時代に性教育の記事を「清水毛竿」の筆名で新聞に載せたことがあるとされるほか、憲法の講義で「天皇だって皆さんだってみんな同じですよ」と話をしたこともあった。矢嶋（1994）は大正デモクラシー興隆期の中、「そんな自由なところが、生徒の人気を得ていたのであろう」としている。読書の範囲は広範で、夜の1時頃まで読書をし、毎月15-16種類の雑誌を購読していた。死去の際には校友会雑誌で特集が組まれ、袈裟雄を偲ぶ同僚や学生の記事が掲載されている。
母・清水千代
1884年（明治17年）6月11日生 - 1948年（昭和23年）8月9日没
長野県小県郡上田町1353番地（現・上田市）出身。士族である鷲見（すみ）家に生まれた。1899年（明治32年）に上田町立上田尋常高等小学校（現・上田市立清明小学校）を卒業、同校の補習科を経て、1900年（明治33年）に長野県師範学校へ入学。1903年（明治36年）に同校を卒業して神科尋常高等小学校（現・上田市立神科小学校）訓導となり、1906年（明治39年）に和尋常高等小学校（現・東御市立和小学校）へ転任。1907年（明治40年）に清水袈裟雄と結婚し、1908年（明治41年）から1927年（昭和2年）3月まで、上田女子尋常高等小学校（現・上田市立清明小学校）に務めた。
上田尋常高等小で同僚だった遠藤憲三によれば、千代は厳しい教師で、生徒たちの掃除の際は、柱に寄り掛かりながら厳しく注意をしていたという。また遠藤夫人も、気性が激しく神経質で、机の列が少し曲がっているだけでもヒステリックに注意したと聞く、としている。前述の通り袈裟雄との結婚は祝福されないものだったが、矢嶋（1994）はその理由について、袈裟雄の職名が千代よりも下であったこと、職場で出会った恋愛結婚であったこと、千代が士族である一方で袈裟雄がそうではないこと、などがあったのではないかと推察している。
弟・清水龍郎
1911年（明治44年）生 - 1993年（平成5年）11月26日没